# Kampfgeschwader 152
Das Kampfgeschwader 152 „Hindenburg“ war ein Verband der Luftwaffe der Wehrmacht vor dem Zweiten Weltkrieg. Es war nach Paul von Hindenburg benannt, einem Generalfeldmarschall des Ersten Weltkrieges und letztem Reichspräsidenten der Weimarer Republik. Aufgrund dieses Ehrennamens waren die Geschwaderangehörigen berechtigt am rechten Unterarm einen Ärmelstreifen mit der Aufschrift „Geschwader Hindenburg“ zu tragen. Als Kampfgeschwader, ausgestattet mit Bombern, vom Typ Dornier Do 23, dann mit der Junkers Ju 86 und zuletzt mit der Heinkel He 111 bildete es Bomberbesatzungen aus für Luftangriffe mit Bomben. Das Geschwader beteiligte sich mit Teilen an der Besetzung des Sudetenlandes und der Zerschlagung der Tschechoslowakei. Es wurde am 1. Mai 1939 in Kampfgeschwader 1 „Hindenburg“ umbenannt. Die Geschwaderkennung war 3X.

## Aufstellung
Der Geschwaderstab entstand im Rahmen der Aufrüstung der Luftwaffe am 1. April 1936 auf dem Fliegerhorst Greifswald. Die I. Gruppe bildete sich aus der ehemaligen Fliegergruppe Tutow auf dem Fliegerhorst Neubrandenburg (Lage). Aus der ehemaligen Fliegergruppe Greifswald in Greifswald wurde durch Umbenennung die II. Gruppe, während die III. Gruppe in Barth (Lage) entstand. Eine IV. (Ergänzungs-)Gruppe erhielt das Geschwader am 1. April 1937 in Neubrandenburg. Anfangs war das Geschwader mangels geeigneter Bomber mit der Junkers Ju 52/3m ausgestattet, einer Transportmaschine. Anschließend folgten mit der Dornier Do 23, der Junkers Ju 86 und der Heinkel He 111 die ersten Bombertypen.

## Gliederung
Der Geschwaderstab führte die I. bis IV. Gruppe die wiederum in Staffeln unterteilt waren. Die 1. bis 3. Staffel gehörte der I. Gruppe, die 4. bis 6. Staffel der II. Gruppe, die 7. bis 9. Staffel der III. Gruppe und die 10. bis 12. Staffel der IV. Gruppe an.

## Geschichte

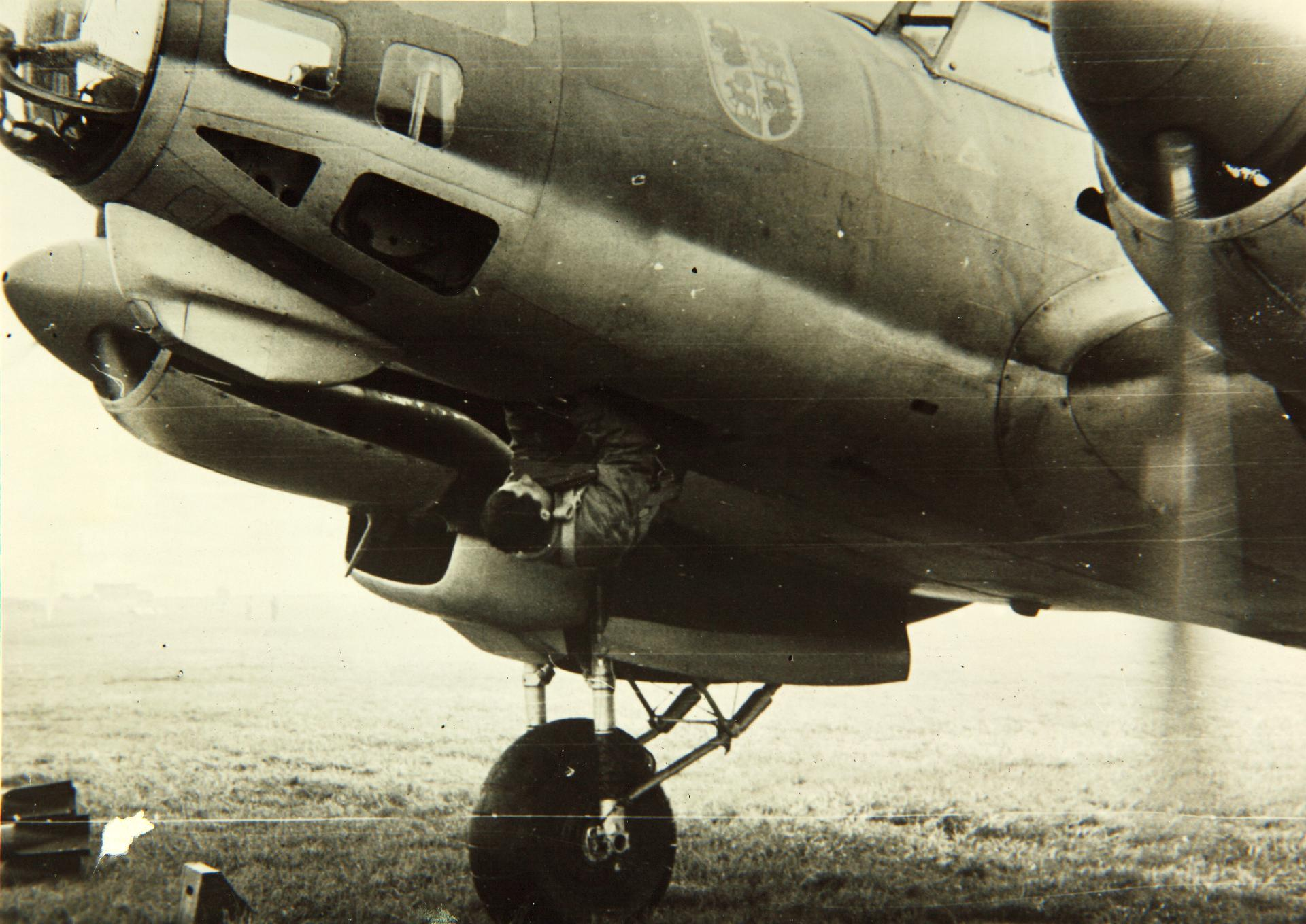
Heinkel He 111E-3 oder E-4 des Kampfgeschwaders 152 Hindenburg, um 1937–39

Im Frühjahr 1937 verlegte die III. Gruppe auf den Fliegerhorst Schwerin und erhielt dort die ersten Junkers Ju 86 in der A und D Version. Dieser zweimotorige Bomber wurde ursprünglich für die zivile Luftfahrt entwickelt und hatte zwei Junkers Jumo 205 Dieselmotoren, die eine Leistung von insgesamt 1200 PS erbrachten. Damit erreichte der Bomber eine Höchstgeschwindigkeit von 325 km/h und eine Bombenlast von bis zu 1000 kg. Am 1. Oktober 1937 schied die IV. Gruppe aus dem Geschwaderverband aus und wurde zu einer Transportgruppe umgebildet. Eine neue IV. Gruppe entstand am 12. Oktober 1937 auf dem Fliegerhorst Langenhagen aus der umbenannten III. Gruppe des Kampfgeschwaders 257. Im Sommer 1938 erhielten die I. und III. Gruppe die Ju 86G.
In Vorbereitung der Besetzung des Sudetenlandes verlegte das Geschwader am 28. September 1938 auf die Fliegerhorste in Brieg (Lage), Stubendorf, Grottkau und Oels. Am 13. Oktober 1938 verlegte es in seine Heimatstandorte zurück. Am 16. März 1939 verlegte das Geschwader im Zuge der Zerschlagung der Tschechoslowakei nach Brieg, Liegnitz (Lage) und Grottkau. Nach einem Überflug über Prag am 17. März kehrte das Geschwader am Folgetag wieder zu seinen Standorten zurück. Am 1. Mai 1939 erfolgte die Umbenennung in Kampfgeschwader 1 „Hindenburg“.

## Kommandeure

### Geschwaderkommodore
| Dienstgrad | Name           | Zeit                                |
| ---------- | -------------- | ----------------------------------- |
| Oberst     | Walter Sommé   | 1. April 1936 bis 14. März 1937     |
| Oberst     | Alfred Mahncke | 15. März 1937 bis 15. November 1938 |
| Oberst     | Ulrich Kessler | 15. November 1938 bis 1. Mai 1939   |

### Gruppenkommandeure
I. Gruppe
- Oberstleutnant Heinz-Hellmuth von Wühlisch, 1. März 1937 bis 1. Juli 1938[6]
- Major Benno Kosch, 2. Juli 1938 bis 1. Mai 1939[7]

II. Gruppe
- Major Hans Jeschonnek, 1. Oktober 1935 bis 1. Oktober 1936[8]
- Major Karl-Eduard Wilke, 1. Oktober 1936 bis 1. April 1937[9]

III. Gruppe
- Major Heinrich Seywald, 12. März 1936 bis 1. April 1938[10]
- Oberstleutnant Hans-Detlef Herhudt von Rohden, 1. April 1938 bis 1. November 1938[11]

IV. Gruppe
- Major Max Ziervogel, April 1937 bis Oktober 1937[12]
- Oberstleutnant Robert Krauß, 1. Oktober 1937 bis 1. Mai 1939[13]